# Belohina inexpectata
Belohina inexpectata is een keversoort uit de familie Belohinidae. De wetenschappelijke naam van de soort is voor het eerst geldig gepubliceerd in 1959 door Paulian.